# خالد الكمار
خالد الكمار (14 مايو 1990 - ) مؤلف موسيقي مصري تخصص في وضع الموسيقى التصويرية للأعمال الدرامية. ويُعدّ من أبرز مؤلفي جيله من المصريين حيث نال عدداً من الجوائز المحلية والعالمية بعدما قام بوضع الموسيقى لأعمال مثل قابيل، وصاحب المقام، وباكورة إنتاجات نتفليكس المصرية: مسلسل ما وراء الطبيعة.

## بداياته
أظهر اهتماماً ملحوظاً بالموسيقى منذ طفولته بالرغم من نشأته في أسرة أكاديمية لا علاقة لها بالفن. علّم نفسه بنفسه أساسيات الموسيقى، ثم درس هندسة الميكاترونيكس في الجامعة الألمانية بالقاهرة إرضاءاً لأسرته. وفور تخرجه بدأ حياته العملية في مجال الموسيقى التصويرية، حيث بدأ بالعمل في أستوديو هاني عادل في 2012 وحتى 2015. في تلك الفترة قام بوضع موسيقى أفلام عشم (فيلم)، وديكور (فيلم)، وغيرهما. كما أنه أثقل خبرته بالعمل مساعداً بالتدوين مع عدداً من مؤلفي الصف الأول في مصر كهشام نزيه في الأصليين (فيلم)، وليالي أوجيني (مسلسل)، وخالد حماد في عوالم خفية (مسلسل).

## دراسته
حصل في 2015 على منحة للحصول على ماجيستير التأليف الموسيقي من جامعة إدنبرة في المملكة المتحدة، وأتمه في 2016 بامتياز حيث تصدر دفعته. ثم حصل في 2018 على منحة African Excellence Scholarship لاستكمال دراسته في المملكة المتحدة.

## قائمة ببعض أعماله
| السنة | العمل                    | ملاحظات |
| ----- | ------------------------ | --- |
| 2024  | حوجن (فيلم)              | فيلم مقتبس عن الرواية الأكثر مبيعا للكاتب ابراهيم ابراهيم عباس، تم تسجيل العمل في أقوى استديوهات تسجيل الاوركسترا في العالم                                  |
| 2023  | سكّر (فيلم)               | عمل موسيقي غنائي من انتاج شاهد، انتج كمسلسل ثم تم تغيير الخطة إلى فيلم، وعمل خالد الكمار في تلحين موسيقى المشاهد المحركة التي لا تحتوي على الاغاني في الفيلم |
| 2022  | الاختيار 3 (مسلسل)       | |
| 2022  | فاتن أمل حربي (مسلسل)    | |
| 2022  | البحث عن علا (مسلسل)     | |
| 2022  | من أجل زيكو (فيلم)       | |
| 2021  | أنصاف مجانين (مسلسل)     | |
| 2021  | خلي بالك من زيزي (مسلسل) | |
| 2021  | ضد الكسر (مسلسل)         | |
| 2021  | قيد مجهول (مسلسل)        | |
| 2021  | ليه لأ 2 (مسلسل)         | |
| 2021  | موسى (فيلم)              | |
| 2021  | موضوع عائلي (مسلسل)      | |
| 2021  | الاختيار 2 (مسلسل)       | عرض في 13 أبريل 2021 - الموافق 1 رمضان 1442 |
| 2020  | ما وراء الطبيعة (مسلسل)  | أول انتاجات نتفليكس المصرية |
| 2020  | صاحب المقام (فيلم)       | أول فيلم مصري يعرض على منصة شاهد قبل عرضه السينمائي |
| 2020  | عهد الدم (مسلسل)         | تم تسجيل الموسيقى التصويرية في استديوهات آبي روود العريقة |
| 2020  | لص بغداد (فيلم)          | تم تسجيل الموسيقى مع اوركسرا براغ الفيلهارموني |
| 2020  | الحارث (فيلم)            | |
| 2020  | ليه لأ (مسلسل)           | |
| 2020  | وساوس (مسلسل)            | |
| 2019  | قابيل (مسلسل)            | حازت الموسيقى على ال Hollywood Music in Media Award |
| 2018  | بين بحرين (فيلم)         | حازت الموسيقى على جائزة مهرجان المركز الكاثوليكي للسينما كأفضل موسيقى                                                                                        |
| 2014  | ديكور (فيلم)             | حازت الموسيقى على جائزة مهرجان المركز الكاثوليكي للسينما كأفضل موسيقى تحت اشراف هاني عادل                                                                    |
| 2013  | عشم (فيلم)               | حازت الموسيقى على جائزة مهرجان جمعية الفيلم للسينما المصرية كأفضل موسيقى تحت اشراف هاني عادل                                                                 |

## وصلات خارجية
- خالد الكمار على موقع IMDb (الإنجليزية)
- خالد الكمار على موقع قاعدة بيانات الأفلام العربية